# قداد كانسو
قداد كانسو أو همستر كانسو (الاسم العلمي: Cansumys) هو جنس من الحيوانات يتبع فصيلة الفأرية من رتبة القوارض.